# حمید بن حریث بن بحدل
حُمَید بن حُرَیث بن بَحدَل الکلبی (عربی: حمید بن حریث بن بحدل الکلبی، آوانگاری: Ḥumayd ibn Ḥurayth ibn Baḥdal al-Kalbī (دوره فعالیت: ۶۸۳ تا ۶۹۳) از سرداران ارشد خلافت اموی و از رؤسای قبیله بنی‌کلب بود. او رئیس شرطه (نیروهای امنیتی) در زمان خلفای مروان اول و عبدالملک بود و احتمالاً در زمان خلیفه قبلی آنها یزید اول نیز در همین سمت خدمت می‌کرد. در سال ۶۸۶ میلادی، در معرکه خازر ، فرماندهی شرطه‌های بنی‌کلب را برعهده داشت و یک سال بعد به عمرو بن سعید بن العاص در شورش علیه عبدالملک کمک کرد. پس از شکست شورش، حمید از در دوستی و آشتی وارد شد. در سال‌های بعدی، او همچنان رهبری قبیله بنی‌کلب را در جنگ‌های از جنگ از مرج راهط (۶۸۴) و پاره‌ای دیگر از جنگ‌ها، به خلافت اموی خدمت نمود.